# Vicente Español
Vicente Español va ser arxipreste de l'Església arxiprestal de Sant Pere i Sant Pau d'Ademús (província de València) a mitjans del segle xviii. Va mantenir relacions epistolars amb l'humanista valencià Gregori Mayans i Siscar i d'altres il·lustrats.